# 단양 각기리 입석
단양 각기리 입석(丹陽 角基里 立石)은 충청북도 단양군 적성면 각기리에 있는 선사시대의 입석이다. 2002년 10월 25일 충청북도의 기념물 제127호로 지정되었다.

## 개요
각기리입석(角基里立石)은 서로 다른 형태를 띠는 입석이 짝을 이루며 서 있고, 뚜렷한 성별 구분<숫바위, 암바위>과 형태적 특징을 갖고 있으며(뾰족, 둥근형태), 크고 작은 굼이 있는 등 입석의 전형적인 형태를 보여 주고 있으며 보존상태가 매우 양호하여 큰돌문화[巨石文化]연구에 중요한 학술정보를 제공할 것으로 판단되므로 道記念物로 指定 管理하여 敎育ㆍ硏究資料로 활용하는 것이 바람직하다고 여겨진다. 입석은 선사시대 큰돌문화[巨石文化]의 대표적인 유형가운데 하나로 각각의 위치와 형태ㆍ신앙대상에 따라 풍요기능, 수호기능, 무덤 선돌로서의 기능 등을 갖는 것으로 밝혀 지고 있어 선사시대의 생활상을 연구하는데 중요하다.
각기리마을 어귀의 합수머리를 이루는 도도록한 대지상에 2기의 입석이 서북향 65°방향으로 17m의 사이를 두고 세워져 있다. 입석은 크기와 형태가 다르나 모두 보존상태가 양호하다. 1호 입석은 전체적으로 세모꼴 형태로 끝이 뾰족한 모습으로 「숫바위」라 부르고 있으며, 2호 입석은 작고 두께가 고르며 윗면이 둥그런 형태로 「암바위」라 불리고 있다.
각기리입석(角基里立石)은 뚜렷한 性구분과 그와 관련한 형태적인 특징을 잘 갖추고 있고 (1호 입석 : 남성 입석, 2호 입석 : 여성 입석), 여성 입석보다 남성 입석이 월등하게 크다는 점에서 주목되어 남한강유역의 다른 입석들과 비교된다. 1ㆍ2호 입석 모두 앞면에 쪼으고 간 수법으로 만든 굼[性血, cup-mark]이 있는데 1호 입석에서 15개, 2호 선돌에서 27개가 확인되며, 굼의 크기는 지름 2.0～12cm로 다양한 편이다.
입석의 암질은 모두 편암이며, 특히 1호 입석 둘레에 400×350×60~75cm로 타원형의 단(段)이 있어 제의(祭儀)와 관련한 행위가 있었던 것으로 여겨진다.
각기리는 마을앞에 바위 두개가 뿔같이 솟아 있어 "각기리(角基里)"라 하였다고 한다.

## 문화재 지정사유
각기리입석은 서로 다른 형태를 띠는 입석이 짝을 이루며 서 있고, 뚜렷한 성별 구분<숫바위, 암바위>과 형태적 특징을 갖고 있으며, 크로 작은 성혈이 있는 등 입석의 전형적인 형태로 보존상태가 매우 양호하여 거석문화 연구에 중요한 학술정보를 제공할 것으로 판단되어 지정 관리하고자 함

## 참고 자료
- 단양 각기리 입석 - 국가유산청 국가유산포털